# 克里斯蒂安·路德維希一世
克里斯蒂安·路德維希一世（德語：Christian Ludwig I.，1623年12月1日—1692年6月21日），梅克倫堡公爵，1658年至1692年在位。
1650年，克里斯蒂安·路德維希與堂姐克莉絲汀·瑪格麗特結婚。兩人沒有子女，1663年離婚。
隔年，克里斯蒂安·路德維希與蒙莫朗西-布特維爾的伊莉莎白-安潔莉克結婚，兩人沒有子女。
1692年克里斯蒂安·路德維希去世，姪子腓特烈·威廉繼位為梅克倫堡公爵。